# Zohar Shikler
Zohar Shikler, född 8 juli 1997, är en israelisk simmare.
Shikler tävlade i två grenar (50 meter frisim och 4 x 100 meter frisim) för Israel vid olympiska sommarspelen 2016 i Rio de Janeiro, där hon blev utslagen i försöksheatet på båda grenarna.